# Didier Martel
Pour les articles homonymes, voir Martel.
Didier Martel, né le 26 octobre 1971 à Saint-Raphaël, est un footballeur français des années 1990 et 2000. Il évoluait, en professionnel, au poste d'attaquant.

## Biographie
Venant de Bordeaux, où il était à l'école de football des Girondins de Bordeaux, Didier Martel emménage avec sa mère dans le Loiret en 1985. Il intègre rapidement les J3 sport d'Amilly. Sous la houlette de son entraîneur d'alors, Jean-François Laurent, il est champion régional minimes (Ligue du Centre) avec ce club en 1987 à Vierzon (victoire 1-0 contre le F.C.Tours). Il joue au départ comme milieu de terrain organisateur et côtoie des joueurs comme William Loko, Cédric Lécluse... mais aussi Reynald Pedros en sélection du Loiret (Didier Martel joue en numéro 8, Pedros en 10, et c'est ce dernier qui sera finalement retenu pour la coupe nationale). 
Sur les conseils de son entraîneur - en contact régulier avec le staff technique de l'AJ Auxerre (Guy Roux, l'entraîneur de l'équipe fanion, Daniel Rolland, le directeur du centre de formation et Bernard Turpin) - Didier Martel intègre le centre de formation auxerrois en 1988. Très fin techniquement, il est certainement l'un des joueurs les plus doué de sa génération. 
Il joue ensuite à Saint-Alban (48), devenu l'Entente Nord Lozère, de 1989 à 1991 faisant monter le club en Division4, puis au Nîmes Olympique où il commence sa carrière professionnelle lors de la saison de D1 1992-1993. Le club gardois est relégué à l'issue de l'exercice, mais Didier Martel y demeure et effectue une bonne saison en D2 l'année suivante, et suscite l'intérêt de quelques clubs de l'élite. Malheureusement, une fracture de la cheville lors de la préparation estivale de la saison 1994-1995 l'empêche de disputer l'essentiel des matchs de son équipe et freine sa progression.
Il est alors transféré à La Berrichonne de Châteauroux, toujours en D2, la saison suivante. En conflit avec son entraîneur Victor Zvunka, il est ensuite prêté un an à l'Association Sportive d'Origine Arménienne de Valence, où il retrouve Léonce Lavagne qui l'avait fait venir chez "les Crocodiles", avant de retrouver l'élite lors de la saison 1997-1998 avec La Berrichonne. Il quitte le Berry au mercato d'hiver pour la capitale, recruté par un Paris Saint-Germain alors en crise (limogeage du président-délégué Charles Bietry, retour de l'entraineur portugais Artur Jorge, départ des attaquants Patrice Loko et Nicolas Ouédec...)
Il part ensuite jouer dans le Championnat des Pays-Bas, d'abord au FC Utrecht, où il est élu meilleur joueur du championnat dès sa première saison en 1999. Il signe ensuite au Vitesse Arnhem, club entraîné à l'époque par Ronald Koeman, où il dispute la Ligue Europa chaque saison.
Il rentre en France en 2004 et joue une saison en amateur avec le Gallia Club Lunel.
Il est actuellement recruteur pour le club néerlandais du FC Utrecht, contribuant notamment à la signature de Sébastien Haller, joueur formé à l'AJ Auxerre.

## Palmarès
- Avec le Paris SG
  - Vainqueur de la Coupe de la Ligue en 1998